# Hanna Stirnemann
Hanna Stirnemann, auch Johanna Hofmann-Stirnemann oder Johanna Hofmann (* 12. Oktober 1899 in Weißenfels; † 25. November 1996 in Berlin), war eine deutsche Kunsthistorikerin und Kuratorin. Sie gilt als erste Museumsdirektorin Deutschlands.

## Werdegang
Johanna Stirnemann wurde als Tochter des Kaufmanns Albert Stirnemann geboren. Sie legte 1922 am Realgymnasium Weißenfels das Abitur ab und studierte Kunstgeschichte, Philosophie und Pädagogik an den Universitäten von Wien und Halle. Dort wurde sie 1927 bei Paul Frankl mit einer Dissertation zum Thema Der Stilbegriff des „Spätgotischen“ in der altdeutschen Malerei promoviert. Im selben Jahr nahm sie eine Stelle als wissenschaftliche Hilfsarbeiterin am Oldenburgischen Landesmuseum für Kunst- und Kulturgeschichte an. Hier erlernte Hanna Stirnemann bei Museumsdirektor Walter Müller-Wulckow nicht nur alle Funktionen eines Museumsbetriebs. Mit Müller-Wulckow arbeitete sie am zweiten Band seiner Monographien zur neuen Baukunst über Wohnbauten und Siedlungen aus deutscher Gegenwart und publizierte zur Vorbereitung einer Ausstellung über Holländische Malerei der Gegenwart. Zugleich unterstützte sie das Werk der Bildhauerin Elsa Oeltjen-Kasimir, von der sich einige Werke im Oldenburger Museum finden.

## Direktorin in Jena
Im April 1929 wurde Stirnemann nach Greiz berufen, wo sie das noch im selben Jahr wiedereröffnete Reußische Heimatmuseum im Unteren Schloss einrichtete. Im November 1929 wurde sie von Museumsgründer und Direktor Paul Weber als wissenschaftliche Assistentin an das Jenaer Stadtmuseum berufen, das im ehemaligen Stadthaus in der Weigelstraße im ersten und zweiten Stock seinen Sitz hatte. Kurz darauf starb Weber überraschend im Januar 1930, und Stirnemann wurde bereits zum 1. April 1930 mit 31 Jahren Webers Nachfolgerin und damit erste (weibliche) Museumsdirektorin Deutschlands. Am 29. Juli 1930 übernahm sie zugleich die Geschäftsführung des Jenaer Kunstvereins im Prinzessinnenschlösschen, der durch die avantgardistischen Ausstellungen von Walter Dexel zu einiger Bekanntheit gekommen war.
1930 zeigte Stirnemann in Ausstellungen Werke von Paula Modersohn-Becker (Gemälde und Zeichnungen) und Aenne Biermann (Fotografien) sowie Acht Maler stellen aus, darunter Erich Heckel und Karl Schmidt-Rottluff. Es folgten Arbeiten einer „Gruppe junger Maler des Bauhauses Dessau“, unter ihnen auch Otto Hofmann, ein Maler, der sich in Presseartikeln zur abstrakten Kunst bekannte. Mit ihm freundete sich Stirnemann an. Als KPD-Mitglied floh Hofmann 1933, nach Durchsuchung seines Jenaer Ateliers, vorübergehend in die Schweiz und nach Paris. Im Oktober 1933 verbrachte Stirnemann einen Erholungsurlaub in Murnau am Staffelsee und lernte bei dieser Gelegenheit Gabriele Münter kennen. 1934 zeigte sie von Münter in Jena Arbeiten aus 25 Schaffensjahren. Im selben Jahr entstanden zwei Porträts in Öl, bei der Münter die Museumsdirektorin als moderne Frau darstellte. Nach Querelen mit dem Museumsträger, bei denen es um ihre Ausstellungstätigkeit, die nicht auf der Linie der neuen Machthaber lag und einheimische Künstler nicht im gewünschten Maße berücksichtigte, wie auch um einen nichtarischen Urgroßvater gegangen sein könnte, quittierte Stirnemann den Dienst. Ihr Nachfolger im Amt wurde der vom Oldenburgischen Landesmuseum kommende Werner Meinhof, der schon früh mit den Nationalsozialisten sympathisierte.

## Hainichen und Berlin
1935 kehrte Otto Hofmann nach Jena zurück, das Paar heiratete und zog nach Berlin, wo Johanna Hofmann-Stirnemann Privatunterricht in Kunstgeschichte erteilte. Drei Jahre danach gingen beide zurück nach Thüringen, als sie nach Hainichen zogen, um dort in der inneren Emigration zu leben. Hier arbeitete das Paar eng mit dem Keramiker Otto Lindig zusammen und fertigte Glasurbemalungen.
Nach Kriegsende im Mai 1948 wurde die politisch "unbelastete" Hofmann-Stirnemann Bürgermeisterin von Hainichen. Anschließend übernahm sie die Leitung des Schlossmuseums auf der Heidecksburg und wurde Museumspflegerin des Landes Thüringen in Rudolstadt. Doch konnte sie sich mit der restriktiven und bevormundenden Kulturpolitik in der DDR nicht arrangieren.
Ab 1950 lebte sie, sich nun Johanna Hofmann nennend, mit ihrem Mann erneut in West-Berlin. Sie wurde Geschäftsführerin des Deutschen Werkbundes Berlin und war an der Meisterschule für Kunsthandwerk tätig. 1955 wirkte sie an der Ausstellung Werkstoff Glas des Deutschen Werkbundes und der Hochschule für bildende Künste mit.

## Schriften
- Hanna Stirnemann: Der Stilbegriff des „Spätgotischen“ in der altdeutschen Malerei. Ausgabe 268 von Studien zur deutschen Kunstgeschichte, Verlag J. H. E. Heitz, Straßburg, 1929 (Dissertation).
- Hanna Stirnemann: Holländische Malerei der Gegenwart. Zur Ausstellung im Oldenburger Landesmuseum. In: Kunstwanderer. Band 10 (1928/29), S. 107–109.
- Hanna Stirnemann: Führer durch den Siedelhof in Jena. Ein eingerichtetes Altjenaer Weinbauerngehöft. Neuenhahn, 1930.
- Wohnen in unserer Zeit. Dokumentarveröffentlichung zur Interbau Berlin 57. Hrsg. vom Deutschen Werkbund Berlin, Einführung und redaktionelle Bearbeitung Johanna Hofmann. Verlag Das Beispiel, Darmstadt 1957.
- Johanna Hofmann: Die ständige Ausstellung »WOHNEN« des Deutschen Werkbundes in Berlin. Ein erster Erfahrungsbericht. In: Kulturarbeit. Heft 11, 1959, S. 32–33.